# Residentur
Eine Residentur ist eine Vertretung eines Nachrichtendienstes im Ausland. Man unterscheidet zwischen legalen (offiziellen) und illegalen (getarnten) Residenturen.

## Legale Residentur
Eine legale Residentur ist ein mehr oder weniger erkennbarer, gegebenenfalls gar in eine offizielle Vertretung eines Landes (Botschaft oder Konsulat) integrierter Stützpunkt des Nachrichtendienstes (z. B. in befreundeten Ländern). Ihre Existenz ist dem Gastland offiziell bekannt.
Davon zu unterscheiden ist eine legal abgedeckte Residentur, bei der die Nachrichtendienst-Mitarbeiter – oft als Gruppe/Organisationseinheit – legal und mit offizieller Erlaubnis auf dem Boden des fremden Staates arbeiten, aber ihr Auftrag bzw. ihre eigentliche Tätigkeit legendiert ist, d. h. der Mitarbeiter zur Abdeckung eine offizielle Tätigkeit z. B. als Diplomat, Außenhändler oder Journalist ausübt.
Es hat sich eingebürgert, nur den Leiter der Residentur als Residenten zu bezeichnen, dem die anderen Mitarbeiter unterstellt sind.
Die Vertretungen des KGB in den größeren Städten der Staaten des Warschauer Pakts (beispielsweise für die DDR in Leipzig, Potsdam und Magdeburg) wurden auch Residentur genannt. Der aktuelle russische Präsident Wladimir Putin gehörte zu den KGB-Offizieren in der KGB-Residentur Dresden. Ebenso wurde an der sowjetischen Botschaft in Bonn eine legale KGB-Residentur unterhalten.

## Illegale Residentur
Eine illegale Residentur ist eine getarnte und nach Möglichkeit vor den Behörden des Gastlandes geheim gehaltene Residentur.
Zwischen diesen Typen von Residenturen gibt es fließende Übergänge: Da eine nachrichtendienstliche Tätigkeit für fremde Staaten in den allermeisten Ländern verboten ist, liegt es oft an politischen Entscheidungen, wie mit den Residenturen und deren Personal (den Residenten) verfahren wird.
In Folge der Globalen Überwachungs- und Spionageaffäre kam im Herbst 2013 heraus, dass die USA und das Vereinigte Königreich auf der jeweiligen Botschaft (bei der Britische Botschaft in Berlin eine zylinderförmige Tarnvorrichtung auf dem Dach; bei der Botschaft der Vereinigten Staaten in Berlin die oberste mit Sichtschutz) illegal abgehört haben. Der damalige Außenminister Guido Westerwelle hat am 5. November 2013 den Britischen Botschafter (Simon McDonald) einberufen.

## Beispiele
Die wohl meisten Residenturen weltweit befinden sich in den Botschaften der jeweiligen Staaten; dies ist die typische Vorgehensweise. Die Residenten haben diplomatische Akkreditierungen und genießen Immunität. In den Jahresberichten des deutschen Verfassungsschutzes wird z. B. häufig auf die Residenturen der diversen Dienste Nordkoreas und der Volksrepublik China in deren Berliner Botschaften hingewiesen.
Daneben dienen häufig Handelsmissionen, Konsulate oder Kultur- bzw. Sprachinstitute als Residenturen.
Der deutsche Bundesnachrichtendienst (BND) unterhielt im Jahr 2012 an deutschen Botschaften und Generalkonsulaten weltweit rund 80 Residenturen, z. B. an den Deutschen Botschaften Washington, D.C., Bagdad und ehemals Kabul sowie am Generalkonsulat Erbil.